# Halistrepta
Halistrepta is een geslacht van tweekleppigen uit de  familie van de Periplomatidae.

## Soorten
- Halistrepta myrae (Rogers, 1962)
- Halistrepta sulcata (Dall, 1904)